# Orcas Village
Orcas Village (chiamato anche solo Orcas) è un'area non incorporata situata nell'angolo sud-est del bacino di West Sound su Orcas Island nella Contea di San Juan (Washington). È il posto in cui i traghetti della Washington State Ferry attraccano sull'isola, e di conseguenza viene attraversato da tutto il traffico veicolare da e per l'isola.
Nonostante l'isola possa essere raggiunta anche attraverso l'Aeroporto di Orcas Island o tramite barche private, la connessione con il traghetto assicura il maggiore traffico di passeggeri attraverso questo piccolo agglomerato, che, di conseguenza, accoglie molti ristoranti e negozi di souvenir. Vi è anche siruato l'Orcas Hotel, edificato nel 1904 e inserito nel National Register of Historic Places già dal 1982. Oltre all'approdo dei traghetti è presente un approdo pubblico, un piccolo porticciolo turistico, una pompa di benzina per le barche e un parcheggio d'interscambio. L'area è inserita tra quelle a futura crescita commerciale dalla contea di San Juan.